# Pont Centenaire
Le Pont Centenaire (espagnol : Puente Centenario) est un pont au-dessus du canal de Panama, au Panama, reliant l'Amérique du Nord et du Sud. Il a été construit pour soulager le pont des Amériques encombré et le remplacer sur le chemin de la route panaméricaine. Avec le pont des Amériques et de l'Atlantique, il s'agit des trois seuls croisements permanents au-dessus du canal.

## Description
Le pont est situé à 15 kilomètres au nord du pont des Amériques et croise la coupe Gaillard près des écluses Pedro Miguel. Il inclut de nouvelles portions d'autoroutes reliant Araijan à l'ouest et Cerro Patacon à l'est.

## Histoire

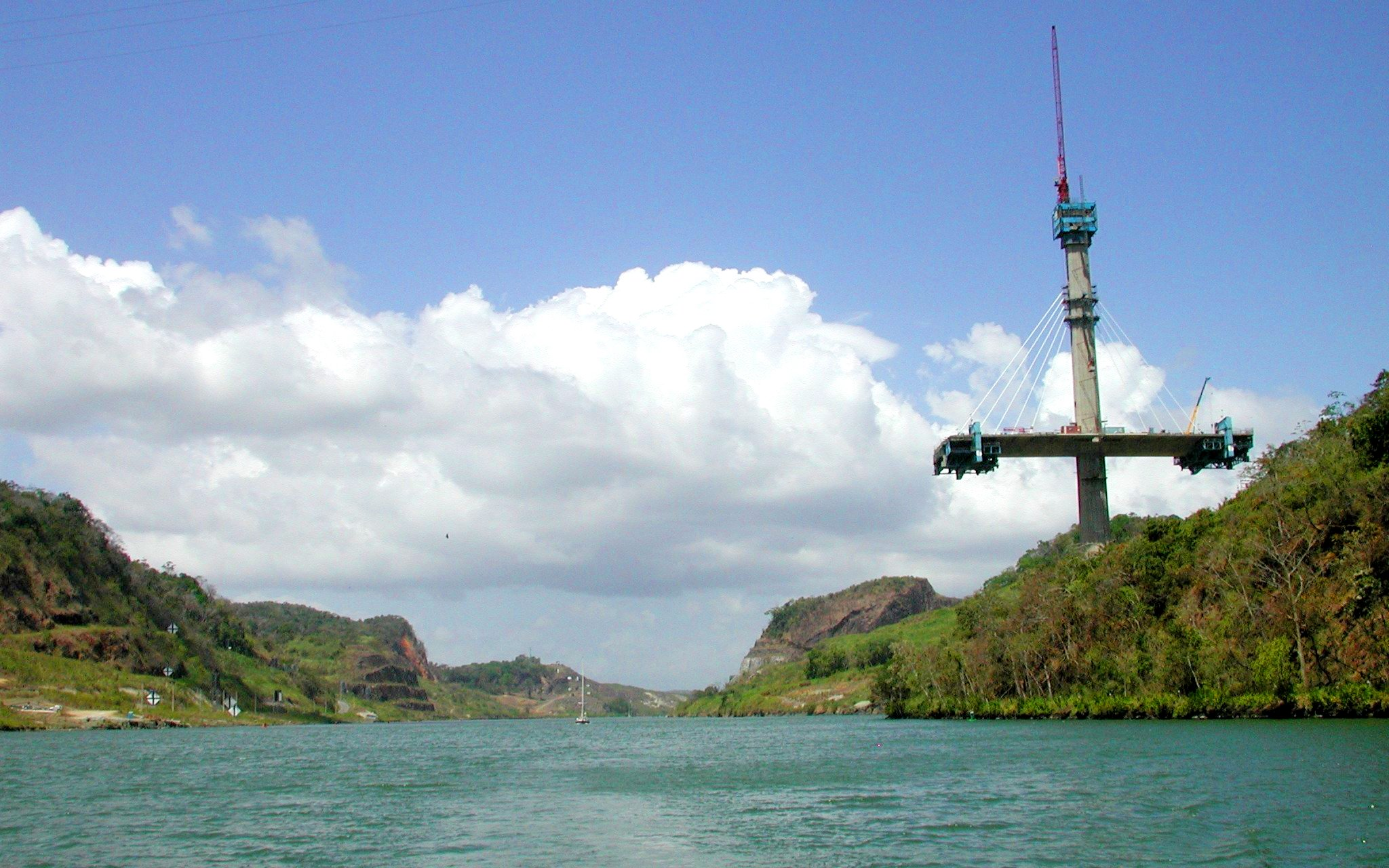
Le pont en construction surplombe le voilier passant en dessous, dont le mât culmine à 17 m.

Le pont des Amériques qui avait ouvert en 1962 était le seul croisement permanent au-dessus du canal ; son trafic était de 9 500 véhicules par jour à l'origine, mais avait atteint 35 000 véhicules en 2004.
Puisque le pont représentait un point d'étranglement majeur sur la route panaméricaine, le ministre des transports publics du Panama lança un appel d'offres en octobre 2000. Le contrat fut remporté en mars 2002, avec un programme ambitieux de 29 mois pour la construction pour célébrer les 90 ans du transit du premier navire, le 15 août 1914. Le pont fut nommé pour le centenaire de l'État de Panama, le 3 novembre 2003.
Le pont fut inauguré à la date voulue, le 15 août 2004, mais ne fut ouvert au trafic que le 2 septembre 2005 une fois les routes terminées.

## Construction
Le pont est un pont à haubans d'une longueur totale de 1 052 m ; le plus long tronçon fait 420 m de long. Il offre un tirant d'air de 80 m permettant aux plus gros navires de passer en dessous. Il est soutenu par deux tours de 184 m de haut. Le tablier porte six voies de trafic. Il a été conçu pour supporter les séismes survenant fréquemment dans la zone du canal.